# Edward Brophy
Edward Brophy, född 27 februari 1895 i New York, död 27 maj 1960 i Pacific Palisades, Kalifornien, var en amerikansk skådespelare. Brophy medverkade i långt över 100 filmer.

## Filmografi i urval
- 1932 – Freaks
- 1932 – Oss flickor emellan
- 1934 – Den gäckande skuggan
- 1934 – Ett farligt möte
- 1935 – Marietta
- 1935 – Kapten på Singaporelinjen
- 1936 – Polisreporterns upplevelser
- 1936 – På de anklagades bänk
- 1937 – Studentparaden
- 1938 – I kväll kl 8
- 1938 – Smugglarrazzian
- 1939 – Mej lurar ni inte
- 1939 – I sin egen snara
- 1940 – Den osynliga kvinnan
- 1940 – Det går som en dans
- 1941 – Bruden kom pr. efterkrav
- 1941 – Dumbo
- 1942 – Gangsterrazzia
- 1942 – Broadway efter midnatt
- 1943 – Luften är vårt liv
- 1943 – Jagare
- 1944 – Det hände i morgon
- 1945 – Mirakelmannen
- 1947 – Luffar-miljonären på 5:e avenyn
- 1958 – Det sista hurraropet